# Aeronautica Lombarda A.R.
L'Aeronautica Lombarda A.R., o semplicemente A.R. da Assalto Radioguidato, citato anche come Aereo da Assalto Radioguidato, era un bombardiere a pilotaggio semi-remoto ad ala media sviluppato dall'azienda italiana Aeronautica Lombarda nei primi anni quaranta.
Progettato da un gruppo di lavoro diretto dagli ingegneri Ermenegildo Preti e Stelio Frati per rispondere all'esigenza della Regia Aeronautica di disporre di un mezzo da bombardamento aereo in grado di operare all'interno del territorio nemico ma dai costi contenuti, benché approvato ed avviato alla serie rimase bloccato dalle vicende legate alla firma dell'Armistizio di Cassibile.

## Storia
Con l'ingresso dell'Italia nella seconda guerra mondiale, le forze aeronavali si trovarono ad affrontare le grandi unità della Mediterranean Fleet, la flotta della britannica Royal Navy assegnata al controllo del mar Mediterraneo, con una flotta di aerei da assalto, designazione italiana di un velivolo che ricopriva il ruolo di bombardiere in picchiata e di cooperazione con le truppe di terra, basata su modelli obsoleti o inadatti ad operare con sufficiente precisione ed efficacia.
Per sopperire alle carenze operative i vertici della Regia Aeronautica, che manteneva il controllo delle operazioni aeree anche in ambito navale, concepirono il programma ARP, contrazione di Aereo Radio Pilotato, proposto dall'ingegnere ed ufficiale della R.A. Ferdinando Raffaelli. Il progetto consisteva nell'adattamento dei bombardieri trimotori Savoia-Marchetti S.M.79 giunti al limite della loro vita operativa equipaggiandoli con un impianto di radio controllo a distanza i quali, condotti normalmente nell'area operativa dall'equipaggio veniva abbandonato dai membri tramite lancio con paracadute e pilotato a distanza da un secondo velivolo che lo seguiva, designato aereo "P" (Pilota).
L'ARP venne impiegato sperimentalmente il 12 agosto 1942, durante la battaglia di mezzo agosto, disattendendo però i risultati sperati. Durante il volo un'avaria occorsa al sistema trasmittente dell'aereo P causò la perdita di controllo del bombardiere che, esaurito il combustibile, andò a schiantarsi contro i monti dell'Algeria.

### Sviluppo
Nonostante l'insuccesso, che la commissione esaminatrice determinò essere stato causato da un componente difettoso dell'apparato radiotrasmittente, il sistema d'arma continuò a godere la fiducia dei vertici militari che ne consigliarono lo sviluppo con la richiesta però di abbandonare l'utilizzo di velivoli di grandi dimensioni a favore di un velivolo appositamente progettato allo scopo. Data la certezza della perdita dell'apparecchio durante l'azione, le specifiche prevedevano linee semplici e la costruzione utilizzando il più possibile materiali non strategici, scelta che avrebbe dovuto limitare anche i costi di realizzazione.
Venne a questo scopo contattata la Aeronautica Lombarda, azienda con sede a Cantù e che godeva di buona considerazione per la propria esperienza nella realizzazione di veleggiatori a struttura lignea. Nel novembre 1942 venne stipulato un contratto di fornitura di un prototipo e cinque esemplari di preserie per un importo di £. 4.200.000 per l'A.R., un progetto disegnato e sviluppato dagli ingegneri Ermenegildo Preti e Stelio Frati ed al quale vennero assegnate le Matricole Militari dal 75576 al 75581. In ossequio alle specifiche imposte il velivolo si presentava estremo nella sua semplicità, un monomotore monoplano ad ala media di costruzione prevalentemente lignea tranne in alcuni particolari, le superfici degli alettoni, il carrello e, ovviamente, il gruppo motoelica basato sul motore radiale Fiat A.80 RC.41 da 1 000 CV (735 kW), materiale surplus proveniente dai bimotori Fiat B.R.20. Erano presenti tuttavia alcune raffinatezze tecniche, più nella concezione che nella realizzazione, come il carrello concepito per essere sganciabile e riutilizzabile.
Il prototipo, matricola MM.75576 caratterizzato dalla doppia cabina, dalla cellula irrobustita e dal carrello d'atterraggio fisso per le manovre d'atterraggio non previste sul modello di serie, venne portato in volo per la prima volta il 13 giugno 1943 dal pilota collaudatore aziendale Nello Valzania che si staccò da terra dal campo di aviazione di Venegono. Le successive prove confermarono la qualità del progetto nelle prestazioni generali rivelatesi nel prototipo superiori a quanto previsto. In seguito il prototipo venne trasferito in volo da Vengono alla Direzione Superiore Studi ed Esperienze di Guidonia dove nuovamente continuò le prove di volo senza accusare alcun inconveniente. L'ordine di fornitura venne quindi confermato ed avviata la produzione in serie.
Il velivolo di preserie, al quale venne assegnata la MM.75577, venne completato nell'agosto successivo mentre i successivi risulta fossero in allestimento presso gli stabilimenti aziendali di Cantù alla data dell'8 settembre e delle vicissitudini ad esso collegate. Il controllo delle autorità militari tedesche ebbe come conseguenza la sospensione del programma ed il successivo definitivo annullamento. I cinque esemplari di preserie risultano tutti distrutti mentre del prototipo non si hanno notizie certe.
Da notare che al termine del conflitto, tra la documentazione requisita dalle alleati della seconda guerra mondiale e restituita al governo italiano, si rinvenne un disegno che riportava una composizione tra un A.R. ed un caccia Macchi M.C.202 simile alla configurazione del tipo mistel sviluppata dalla Luftwaffe. Si tratta dell'unico dato circa una soluzione di questo genere sviluppata in Italia non suffragata da altri riscontri.

## Descrizione tecnica
Il velivolo era caratterizzato da una struttura completamente in legno, con fusoliera a sezione ovoidale digradante verso coda, realizzata con una serie di ordinate e correnti ricoperta di pannelli in pesante compensato, dotata di una semplice ed essenziale cabina di pilotaggio, chiusa da un cupolino accessibile tramite una botola posta sulla parte inferiore e che consentiva al pilota di lanciarsi a compito esaurito. La struttura integrava il serbatoio del combustibile dalla capacità di 700 L ed il vano di carico, posizionati rispettivamente dietro e sotto l'abitacolo in prossimità del baricentro, quest'ultimo che incorporava i due punti d'attacco affiancati per bombe da caduta da 1 000 kg prive di impennaggio racchiuso da un portellone staccabile. Posteriormente terminava in un impennaggio dagli elementi verticale ed orizzontali di grandi superficie, identici nella centinatura e con elementi mobili che insistevano su tutta la loro lunghezza.
La velatura era monoplana ad ala media, bilongherone a pianta trapezoidale caratterizzata dall'evidente rastremazione alle estremità e marcato angolo di diedro positivo, soluzione per garantire la maggior stabilità possibile. Data l'impossibilità di rientro venne dotata solamente di alettoni, non essendo necessari gli ipersostentatori utili nella manovra di atterraggio.
Il carrello era fisso, dotato di gambe di forza ammortizzate, caratterizzato da una struttura sganciabile dopo il decollo su comando del pilota e che, nelle intenzioni del progettista, poteva così essere recuperato e riutilizzato.
La propulsione era affidata ad un motore Fiat A.80 RC.41, un radiale 18 cilindri a doppia stella raffreddato ad aria dotato di riduttore interposto all'elica e compressore tarato per una quota di ristabilimento di 4 100 m, in quella configurazione erogante una potenza pari a 1 000 CV (735 kW). Posto all'apice anteriore della fusoliera e racchiuso in una cappottatura NACA era abbinato ad un'elica tripala.
L'unico armamento, data la particolare natura dell'impiego operativo, consisteva in quello offensivo basato su due ordigni da caduta da 1 000 kg ciascuno.

## Utilizzatori
Italia
- Regia Aeronautica

utilizzato unicamente in prove di valutazione.